# Philip Glenister
Philip Haywood Glenister (Harrow, 10 februari 1963) is een Brits acteur. Hij geniet met name bekendheid door zijn rol van DCI Gene Hunt in de BBC One-televisieserie Life on Mars en Ashes to Ashes.

## Levensloop
Glenister studeerde aan de Central School of Speech and Drama in Londen en speelt sinds 1991 in film- en televisieproducties.
Philip Glenister is de zoon van regisseur John Glenister en de broer van acteur Robert Glenister. Hij is in 2006 getrouwd met actrice Beth Goddard. Zij hebben twee dochters.

## Filmografie

### Films
- 1991 London Kills Me
- 1995 I.D.
- 1995 Loved Up (televisiefilm)
- 1996 True Love (televisiefilm)
- 1996 Frontiers (televisiefilm)
- 1997 The Perfect Blue
- 2001 The Hunt (televisiefilm)
- 2001 Lloyd & Hill (televisiefilm)
- 2003 The Other Boleyn Girl
- 2003 Calendar Girls
- 2003 Byron (televisiefilm)
- 2005 Last Rights (televisiefilm)
- 2005 The Walk (televisiefilm)
- 2005 The Stepfather (televisiefilm)
- 2005 Kingdom of Heaven
- 2008 Tuesday
- 2010 You Will Meet a Tall Dark Stranger
- 2012 Bel Ami

### Televisieseries
- 1991 Minder (1 aflevering)
- 1991 Ruth Rendell Mysteries (3 afleveringen)
- 1991 Drop the Dead Donkey (1 aflevering)
- 1991 Bergerac (1 aflevering)
- 1992 Love Hurts (2 afleveringen)
- 1992 Heartbeat (1 aflevering)
- 1993 The Detectives (1 aflevering)
- 1994 Law and Disorder (1 aflevering)
- 1994 Blue Heaven (1 aflevering)
- 1995 Dressing for Breakfast (3 afleveringen)
- 1996 Silent Witness (2 afleveringen)
- 1996 Soldier Soldier (1 aflevering)
- 1997 Have Your Cake and Eat It
- 1997 My Wonderful Life (2 afleveringen)
- 1997 Sharpe (1 aflevering)
- 1997 Wycliffe (1 aflevering)
- 1998 Vanity Fair (6 afleveringen)
- 1998-2003 Roger Roger (3 afleveringen)
- 2000-2002 Clocking Off (11 afleveringen)
- 2001 Hornblower (2 afleveringen)
- 2003 State of Play (6 afleveringen)
- 2003 The Vice (1 aflevering)
- 2004 Island at War (1 aflevering)
- 2005 Vincent (3 afleveringen)
- 2006-2007 Life on Mars (16 afleveringen)
- 2007 Cranford (5 afleveringen)
- 2008-2009 Ashes to Ashes (24 afleveringen)
- 2009 Demons (6 afleveringen)
- 2011 Hidden (4 afleveringen)
- 2012 Treasure Island (2 afleveringen)
- 2013-2014 Big School (12 afleveringen)
- 2020 Belgravia (6 afleveringen)